# Óscar Emilio Rojas
Óscar Emilio Rojas Ruiz (27 de abril de 1979) é um futebolista costarriquenho que atua como atacante. Atualmente está no Herediano.